# Поройков, Станислав Алексеевич
Станисла́в Алексе́евич Поро́йков (род. 24 апреля 2004, Москва) — российский футболист, защитник клуба «Оренбург».

## Биография
Родился в Москве.
Начал заниматься футболом в академии московского ЦСКА. В начале 2018 года перешёл в академию московского «Локомотива». В январе 2022 года пополнил состав ДЮСШ «Строгино».
В июле 2022 года присоединился к молодёжной команде клуба «Химки».
1 апреля 2023 года в матче Второй лиги против «Сахалина» дебютировал в профессиональном футболе за «Химки-М».
В июле 2023 года подписал контракт с основной командой «Химок». 17 июля 2023 года в матче против «Тюмени» дебютировал в Первой лиге. В сезоне 2023/24 с клубом стал победителем первенства.
1 июля 2024 года на правах аренды перешёл в «Тюмень».
5 июля 2025 года подписал контракт с клубом «Оренбург». 17 августа 2025 года в матче против «Акрона» дебютировал в РПЛ.

## Статистика выступлений
| Выступление      | Выступление       | Выступление      | Лига | Лига | Кубки | Кубки | Итого | Итого |
| Клуб             | Лига              | Сезон            | Игры | Голы | Игры  | Голы  | Игры  | Голы  |
| ---------------- | ----------------- | ---------------- | ---- | ---- | ----- | ----- | ----- | ----- |
| Химки            | Первая лига       | 2023/24          | 3    | 0    | 1     | 0     | 4     | 0     |
| Химки            | Итого             | Итого            | 3    | 0    | 1     | 0     | 4     | 0     |
| → Химки-М        | Вторая лига       | 2022/23          | 10   | 1    | —     | —     | 10    | 1     |
| → Химки-М        | Вторая лига («Б») | 2023             | 14   | 1    | —     | —     | 14    | 1     |
| → Химки-М        | Вторая лига («Б») | 2024             | 3    | 0    | —     | —     | 3     | 0     |
| → Химки-М        | Итого             | Итого            | 27   | 2    | —     | —     | 27    | 2     |
| → Тюмень         | Первая лига       | 2024/25          | 22   | 0    | 4     | 2     | 26    | 2     |
| → Тюмень         | Итого             | Итого            | 22   | 0    | 4     | 2     | 26    | 2     |
| Оренбург         | РПЛ               | 2025/26          | 1    | 0    | 2     | 1     | 3     | 1     |
| Оренбург         | Итого             | Итого            | 1    | 0    | 2     | 1     | 3     | 1     |
| → Оренбург-2     | Вторая лига («Б») | 2025             | 1    | 0    | —     | —     | 1     | 0     |
| → Оренбург-2     | Итого             | Итого            | 1    | 0    | —     | —     | 1     | 0     |
| Всего за карьеру | Всего за карьеру  | Всего за карьеру | 54   | 2    | 7     | 3     | 61    | 5     |

## Достижения
«Химки»
- Победитель Первой лиги: 2023/24
- Итого : 1 трофей